# Calanogas
Calanogas (Bayan ng Calanogas) är en kommun i Filippinerna. Kommunen ligger på ön Mindanao, och tillhör provinsen Lanao del Sur. Folkmängden uppgår till 9 989 invånare.

## Barangayer
Calanogas är indelat i 17 barangayer.
| - Bubonga Ranao - Calalaoan (Pob.) - Gas - Inudaran - Inoma - Luguna - Mimbalawag - Ngingir | - Pagalongan - Panggawalupa - Pantaon - Piksan - Pindolonan - Punud - Tagoranao - Taliboboka - Tambac |